# 올앳페이
올앳페이(Allatpay) 전자결제서비스는 안정적인 전자지불을 통해 구매자와 판매자, 금융기관 간의 상호 신뢰를 구축한다.

## 특징
1. 강력한 보안 유지: 업계 최초로 세계 표준 암호화 알고리즘을 사용하여 안정성과 보안성이 뛰어나다.
2. 통합 관리자시스템 제공: 관리자시스템을 통해 상점의 승인, 정산, 세금, 통계 내역을 한번에 확인할 수 있다.
3. 상점 특화 서비스 제공: 시간대별, 금액대별 리스크 환경설정이 가능하며, 결제창 내 상점 전용 마케팅 공간이 제공된다.
4. 상당히 제한적인 호환성: 64bit 체제 크롬에서는 절대 작동하지 않으며 32bit 크롬도 상당한 오류를 내포하고 있다. Window10 Edge에서도 실행이 불가능하다. 오직 Internet Explorer에서만 작동하는 구시대적인 결제 시스템이다.
5. 사용자에게 전담되는 리스크: 다수의 Active X와 exe 파일을 설치해야 사용이 가능하다.

요약하자면 한국 내 여타 전자지불 소프트웨어들과 전혀 차이가 없다. 상당히 많은 오류가 보고되고 있으나 이는 잘 시정되지 않는다.

## 역사
- 2000년 3월 (주) 올앳 설립
- 2000년 6월 올앳페이 서비스 오픈
- 2005년 10월 PG 신시스템 구축
- 2007년 6월 금융감독원 전자금융업 등록(전자결제대행업, 결제대금예치업)
- 2010년 1월 기업형 SMS 올앳 Sopen 서비스 오픈
- 2010년 5월 네이버 체크아웃 결제 서비스 오픈
- 2012년 올앳페이 모바일 관리자 시스템 오픈
- 2014년 2월 중국은련카드(中國銀聯, China UnionPay, CUP) 서비스 오픈
- 2014년 4월 MCA(multi currency acquiring) 서비스 시행
- 2014년 6월PG 올앳페이 사이트 리뉴얼 시행
- 2014년 8월 올앳페이 모바일 결제 리뉴얼
- 2015년 1월 이메일 시스템 수신거부 기능 오픈
- 2015년 3월 카드사 NonActiveX 적용
- 2015년 6월 해외결제 제휴 PG계약 체결
- 2015년 7월 올앳페이 모바일 사이트 리뉴얼
- 2015년 8월 NAX 영문원화결제창 오픈
- 2015년 10월 우리은행 위비뱅크 위비모바일페이 MOU체결
- 2016년 2월 간편결제 카카오페이 제휴 및 연동, 모바일결제 현대카드 M포인트 오픈
- 2016년 3월 올앳-카카오페이 간편결제 오픈, 올앳-삼성페이 바로결제 오픈
- 2016년 5월 SHA2 인증서 반영 완료
- 2016년 10월 대주주사 케이지이니시스로 변경
- 2016년 11월 (주)케이지올앳 사명 변경, 임노원 대표이사 취임, 올앳페이 결제창 리뉴얼

## 전자지불서비스
전자 지불 서비스는 온라인 상의 결제 시스템을 제공하는 서비스로 쇼핑몰에게는 편리한 전자지불 인프라를 제공하며
이용고객에게는 믿을 수 있는 결제화면을 제공함으로써 온라인상에서의 결제가 안전하게 이루어질 수 있도록 제공되는 것.
- 국내에서 발행된 모든 신용/체크/선불카드 및 해외 발행 카드에 대한 결제를 편리하게 이용할 수 있다
- 국내 대부분의 시중은행 및 증권사의 계좌이체를 편리하게 이용할 수 있다.
- 주요은행의 무통장입금 (가상계좌) 서비스를 이용할 수 있다.
* 편리한 휴대폰 결제를 이용할 수 있다.
- 정산 및 운영상의 관리를 편리하고 저렴한 가격에 이용할 수 있다.

## 올앳페이 flow
1. 고객이 쇼핑몰에서 주문 및 결제를 요청한다.
2. 쇼핑몰은 올앳 시스템을 통해 승인요청을 한다.
3. 올앳은 금융권 (카드사, 은행) 에 쇼핑몰의 승인 내용을 요청한다.
4. 금융권 (카드사, 은행)에서는 고객의 결제정보를 인증하고 승인결과를 올앳에 전송한다.
5. 올앳은 승인결과를 쇼핑몰에 전송한다.
6. 전송된 결과에 따라 쇼핑몰에서는 서비스를 제공하거나 상품을 배송한다.
7. 금융권에서는 승인된 결과에 따라 올앳에 대금 정산을 실시한다.
8. 올앳에서는 쇼핑몰에 대금을 정산한다.

## 제공 결제수단
- 신용카드
- 계좌이체
- 무통장입금 (가상계좌)
- 휴대폰
- 상품권
- CMS
- 정기결제
- ARS결제
- 달러결제
- 모바일결제

## 사업 파트너

#### 카드사
- 삼성카드
- 비씨카드
- KB국민카드
- 외환은행
- 현대카드
- 롯데카드
- 신한카드
- 하나SK카드
- NH채움카드

#### 밴(VAN)사
- KOVAN
- KSNET
- 금융결제원
- 나이스정보통신
- 브이피(주)
- (주)스타밴코리아
- LG유플러스
- Danal
- MOBILIANS
- 북앤라이프
- 해피머니
- kovan

#### 호스팅
- cafe24
- Makeshop
- Godo
- Gmarket
- 아사달
- inames
- MLSHOP
- WISA
- Intzceill
- 킴스몰
- TALENT
- (주)코소넷
- (주)행사날
- Paran
- incn
- FoxWeb
- Tiuum

## 같이 보기
- 삼성올앳카드